# Andrej Vlasov
Andrej Andrejevitj Vlasov (ryska: Андрей Андреевич Власов), född 14 september (1 september g.s.) 1901 i Lomakino nära Nizjnij Novgorod, död 2 augusti 1946 i Moskva, var en sovjetisk militär som efter att ha blivit tillfångatagen stred på Nazitysklands sida i andra världskriget.

## Biografi
Vlasov var lantägarson och studerade teologi. Han inkallades 1919 till Röda armén och stred under ryska inbördeskriget i Ukraina, Kaukasus och Krim. Efter att Vlasov gått med i Sovjetunionens kommunistiska parti 1930 avancerade han snabbt i graderna till generallöjtnant. Han sändes till Kina 1938 som rådgivare till Chiang Kai-shek.
Under första fasen av det tyska anfallet på Sovjetunionen 1941 var Vlasov chef för den 4:e mekaniserade kåren och stred mot tyskarna på den sovjetiska sydvästfronten. Han förde sedan befäl över den sovjetiska 37:e armén som försvarade Kiev, men sedan staden omringats flögs Vlasov ut. I slaget vid Moskva i december samma år kommenderade Vlasov den 20:e armén och var en av de mest framgångsrika sovjetiska generalerna under slaget. För sina insatser omnämndes han bland annat i tidningen Pravda den 13 december 1941.
År 1942 var Vlasov ställföreträdande chef för 2:a stötarmén vid Volchovfronten. Hans trupper hade till uppgift att lyfta den tyska blockaden runt Leningrad. Hans armé blev omringad och försvarade sig inom inringningen i nästan två månader. Till slut hamnade närmare 60 000 ryska soldater i tysk fångenskap, medan Vlasov flydde ut i skogarna. Den 12 juli 1942 blev han tysk krigsfånge. Den 14 juli förhördes Vlasov av tyskarna och redan sju veckor senare hade han gått över på deras sida för att hjälpa till i angreppet mot Sovjetunionen.
År 1944 blev Vlasov ledare för Kommittén för befrielsen av folken i Ryssland (KONR) och dess väpnade gren Ryska befrielsearmén (ROA). Hitler vägrade länge att ge tillstånd till att beväpna Vlasovs armé och sätta in den mot ryssarna, men den dåliga krigslyckan tvingade tyskarna att tänka om. Vlasov fick till slut tre egna divisioner, av vilka en deltog i striderna mot den sovjetiska armén vid övergången av floden Oder i mitten av april 1945, där ROA-soldaterna utmärkte sig för sitt hårdnackade motstånd. Vlasovs divisioner var dock inte de enda med tidigare sovjetiska medborgare i Nazitysklands tjänst; enligt uppskattningar rörde det sig om minst 650 000 soldater.
I samband med krigsslutet 1945 kapitulerade Vlasov för de västallierade, men han överlämnades av dessa till Sovjetunionen och avrättades i augusti 1946 genom hängning tillsammans med 11 av sina medarbetare från ROA. I Sovjetunionen och ännu bland många ryssar är namnet Vlasov liktydigt med landsförrädare, närmast som en rysk quisling och många av de ryssar som slogs på tyskarnas sida kallades schablonmässigt för vlasovtsy (ungefär "Vlasov-män"), oavsett om dessa hade tillhört ROA eller inte. Försök att förhindra rehabilitering av Vlasov har gjorts i Ryssland. På begäran av en "social organisation" (Za veru i otetjestvo, "För tro och fosterland") år 2001 kom en utredningskommission fram till att det saknades grund för att rehabiliteringslagarna skulle kunna tillämpas i fallet Vlasov.

## Bildgalleri
|                                             |                                                          | |
| Andrej Vlasov och Heinrich Himmler år 1943. | Andrej Vlasov (till höger) med ryska frivilliga år 1944. | Andrej Vlasov (till vänster) i samtal med Georgij Žilenkov, Erhard Kroeger och Joseph Goebbels den 28 februari 1945. |